# Życie (film)
Życie – amerykańska tragikomedia z 1999 roku.

## Fabuła
Ray Gibson (Eddie Murphy) i Claude Banks (Martin Lawrence) spotykają się w 1932, w okresie prohibicji. Pochodzą z dwóch różnych środowisk z Nowego Jorku. Ray jest drobnym złodziejaszkiem, a Claude uczciwym człowiekiem, który właśnie otrzymał pracę jako kasjer w banku. Po wielu przypadkowych sytuacjach zostają niewinnie skazani na dożywocie. Karę odsiadują razem w obozie zwanym Camp 8 (obecnie Mississippi State Penitentiary). Film jest opowieścią o ich przyjaźni zarówno w więzieniu, jak i na wolności.

## Główne role
- Eddie Murphy – Rayford Gibson
- Martin Lawrence – Claude Banks
- Obba Babatundé – Willie Long
- Nick Cassavetes – Sierżant Dillard
- Anthony Anderson – Cookie
- Barry Shabaka Henley – Pokerface
- Brent Jennings – Hoppin' Bob
- Bernie Mac – Jangle Leg
- Miguel A. Núñez Jr. – Biscuit